# Ren Nagase
Ren Nagase (永瀬 廉?, Nagase Ren; Tokyo, 23 gennaio 1999) è un cantante e attore giapponese. Noto per essere un membro del gruppo King & Prince. 

## Biografia
Ren Nagase nacque a Tokyo e crebbe a Osaka dove frequentò sia la scuola elementare che superiore. Nel 2011, quando aveva 12 anni, sua madre le ha inviato segretamente un curriculum ed, dopo un'audizione, è entrato a far parte in un'agenzia chiamata Johnny & Associates il 3 aprile dello stesso anno.
In seguito, si trasferì a Tokyo nel 2015 per un trasloco di famiglia. Nello stesso anno, di preciso il 5 giugno, entrò a far parte del gruppo King & Prince. 
Il 23 maggio 2018, lui e i King & Prince hanno fatto il loro debutto in DVD con il singolo "Shindereragāru" (シンデレラガール?, lett. in italiano "ragazza Cenerentola"). 
Nel gennaio 2021, lui ha vinto la 44ª edizione di Awards of the Japanese Academy per aver interpretato il ruolo da protagonista in un film tratto da un manga chiamato "Yowamushi Pedaru" (弱虫ペダル?, lett. in italiano "Pedale debole"). Nel maggio dello stesso anno ha interpreto il ruolo di Ryo Oikawa in "Okaeri mone" (おかえりモネ?, lett. in italiano "Bentornato Monet").
Nel gennaio 2022, ha recitato per la prima volta in un dramma della NHK in "Wagemon: Nagasaki tsūyaku ibun" (わげもん〜長崎通訳異聞〜?, lett in italiano "Wagemon: Interpretazione Di Strane Storie a Nagasaki"). Nel luglio dello stesso anno, ha interpretato il ruolo principale di Nobunaga Oda in "Shin nobunagakōki: kurasumeito wa sengoku bushō" (新・信長公記〜クラスメイトは戦国武将〜?, lett. in italiano: "La nuova speranza di Nobunaga: Il mio compagno di classe è un signore della guerra del Periodo Sengoku), e nell'ottobre dello stesso anno ha vinto la 22ª edizione di "Nikkan supōtsu doramaguranpuri" (日刊スポーツ・ドラマグランプリ?, lett. in italiano "Gran Premio del dramma sportivo Nikkan") come miglior attore.
Ha anche interpretato il personaggio Sonya nel film Eiga Doraemon: Nobita to sora no Utopia che è uscito il 3 marzo 2023.
Nel 2024 recita un film di temi forti, drammatici e sentimentali : Sei mesi e un anno (余命一年の僕が、余命半年の君と出会った話?, Yomei Ichinen no Boku ga, Yomei Hantoshi no Kimi to Deatta Hanashi) è un film del 2024 diretto da Takahiro Miki.